# Al centro dell'uragano (film 2004)
Al centro dell'uragano (Heart of the Storm) è un film per la televisione del 2004 diretto dal regista Charles Wilkinson e interpretato da Melissa Gilbert e Tom Cavanagh.

## Trama
Simpson (Tom Cavanagh) è un detenuto estremamente pericoloso che riesce, insieme a due complici, ad evadere da una prigione del New Orleans dove è rinchiuso da alcuni anni. Braccato dalla polizia tenta di far perdere le proprie tracce rifugiandosi nell'abitazione della famiglia Broadbeck. In questo modo sconvolge le vite di Wayne (Brian Wimmer) e di sua moglie Cassie (Melissa Gilbert) e dei loro due figli. Il tutto mentre fuori sta per abbattersi uno dei più violenti uragani che si siano ricordati in tutto lo stato.